# 楊君璽
楊君璽（1519年—？），字廷信，號南溪，彭城衛軍籍，山東文登縣人，明朝政治人物。

## 生平
嘉靖二十五年（1546年）順天府鄉試第六十名舉人。嘉靖三十二年（1553年）中式癸丑科會試第二百三十七名，三甲第八十三名進士。工部观政，授山西临汾知县，三十六年升户部主事。累任陕西临洮府知府、两淮盐运司運使，隆慶元年（1567年）四月被劾降调。

## 家族
曾祖楊能；祖父楊逵；父楊鸞，母韓氏；繼母馮氏；繼母孫氏。弟杨君璧。